# بوترونيو
بوترونيو (بالإيطالية: Botrugno)‏ هي بلدة وبلدية في مقاطعة ليتشي في إقليم بوليا في جنوب إيطاليا.

## السكان
في سنة 1861 بلغ عدد السكان 1٬001 نسمة، وتطور العدد ليصل في سنة 2011 لـ 2٬851 نسمة.
يظهر هذا المخطط البياني تطور النمو السكاني لـ بوترونيو